# جشنواره فیلم‌های عجیب و غریب
جشنواره فیلم‌های عجیب و غریب (انگلیسی: Toronto Queer Film Festival) یک جشنواره فیلم LGBT است که هر ساله در تورنتو و انتاریو در کانادا برگزار می‌شود. این رویداد که در سال ۲۰۱۶ توسط گروهی از هنرمندان و فعالان راه‌اندازی شد که برنامه‌های جشنواره فیلم و ویدیوی اینسایت اوت را بیش از حد معمولی و تجاری می‌دانستند. فیلم‌ها و ویدیوها در طول چند روز در پاییز هر سال، عمدتاً بر روی آثاری که از منظری بدیل یا فعال خلق می‌شوند، تمرکز می‌کنند.